# Condado de Wheatland
El condado de Wheatland (en inglés: Wheatland County) es uno de los 56 condados del estado estadounidense de Montana. En el año 2000 tenía una población de 2.259 habitantes con una densidad poblacional de una persona por km². La sede del condado es Harlowton.

## Geografía
Según la Oficina del Censo, el condado tiene un área total de 3699 km² (1428,2 mi²), de la cual 3686 km² (1423,2 mi²) es tierra y 13 km² (5 mi²) (0.36%) es agua.

### Condados adyacentes
- Condado de Judith Basin - norte
- Condado de Fergus - norte
- Condado de Golden Valley - este
- Condado de Sweet Grass - sur
- Condado de Meagher - oeste

### Carreteras
- U.S. Highway 12
- U.S. Highway 191
- Carretera Estatal de Montana 3

## Demografía
En el 2000 la renta per cápita promedia del condado era de $24,492, y el ingreso promedio para una familia era de $32,500. En 2000 los hombres tenían un ingreso per cápita de $14,185 versus $15,000 para las mujeres. El ingreso per cápita para el condado era de $11,954. Alrededor del 20.40% de la población estaba bajo el umbral de pobreza nacional.

## Comunidades

### Ciudades
- Harlowton
- Judith Gap

### Comunidad incorporada
- Two Dot